# Simon Ier (roi de Karthli)
Pour les articles homonymes, voir Simon Ier.
Simon Ier (en géorgien : სიმონ I ; 1537-1611) est un roi de Karthli de la dynastie des Bagratides ayant régné sous le nom de Simon Ier Sultan-Mahmoud-Khan de  1556-1569, puis sous le nom de Simon Shah-Navaz-Khan Ier de 1578 à 1599.

## Biographie
Simon est le fils aîné du roi Louarsab Ier de Karthli. Il se distingue lors de la bataille de Garissi, au cours de laquelle son père est tué en 1556/1558.
Simon Ier lui succède et, pendant les dix premières années de son règne, il combat à la fois contre l'Empire perse et l’Empire ottoman. En 1559, il établit une alliance avec la Kakhétie en épousant la fille du roi Léon Ier, et tente en vain de reprendre sa capitale Tiflis, occupée par son frère cadet David, qui s’est converti à l’islam sous le nom de Daud Khan en 1562 et qui bénéficie de l’appui du Chah Tahmasp Ier.
Simon Ier remporte plusieurs victoires importantes contre les forces persanes commandées par son frère, le renégat Daud Khan, à Dighomi en 1567 et à Samadlo en 1568. Il est cependant défait et capturé lors de la bataille décisive de Partzkhisi en 1569. Le roi Simon refuse de se convertir à l’islam et il est emprisonné en Perse dans la forteresse d’Alamut de 1569 à 1578.
Daud Khan, nommé roi de Karthli par le Chah de Perse, doit faire face au sentiment anti-musulman de la noblesse et de la population qui refuse de le reconnaître et confie la régence à son cousin Vakhtang Ier de Moukhran.
L’offensive du général ottoman Lala Mustafa Pacha dans le Caucase du sud et en Géorgie orientale à partir d'août 1578 oblige le nouveau souverain séfévide Muhammad Khudabanda à rétablir Simon sous le nom de « Shah-Navaz-Khan Ier » et à l’envoyer combattre l’ennemi commun.
Simon remporte des succès considérables au Karthli où il rallie les forces géorgiennes, capture les forteresses de Lorri et de Gori avant de prendre la capitale Tiflis en 1579. En 1580, il repousse une contre offensive des Ottomans et en 1582, en alliance avec son gendre Manoutchar II Jakéli Moustapha Pacha, prince de Samtskhé, il met en déroute une armée ottomane à Mukhrani. En 1588, il négocie un armistice avec le gouvernement ottoman qui le reconnaît comme roi vassal chrétien de Karthli en contrepartie du versement d’un tribut.
Entre 1588 et 1595, le Simon tente d’exploiter l’état de guerre permanent entre les principautés de la Géorgie occidentale pour étendre sa souveraineté. Il mène plusieurs campagnes en Iméréthie, sans pouvoir assurer son autorité du fait de la pression des Ottomans et de la résistance de la noblesse locale. Le traité signé à Constantinople en 1590 entre l'Empire ottoman et la Perse, qui abandonne provisoirement la suzeraineté perse sur le Caucase oriental, le prive de l’appui de cette dernière.
En 1595, Simon se joint à une nouvelle coalition anti-ottomane constituée avec le roi de Kakhétie et la Perse. Il chasse les Ottomans du Karthli et reprend Gori en 1598. Cependant, en 1599, il ne peut vaincre l’expédition punitive des Ottomans à la bataille de Nakhiduri, où il est capturé par Djapar Pacha Beglar beg de Tabriz et envoyé à Istanbul.
Il passe les douze dernières années de sa vie dans la célèbre prison de Yedi Kule, où il meurt en 1611. Son corps est racheté par ses sujets et inhumé en Géorgie à Mtskheta.

## Union et descendance
Simon Ier a épousé en 1559 Nestan-Darejan (morte après 1608), fille du roi Léon Ier de Kakhétie, dont :
- Georges X ;
- Louarsab, né en 1566, otage en Perse en 1582 ;
- Vakhtang, gouverneur d’Akhaldaba et de Dirbi, père du prince Louarsab (mort en 1650), nommé héritier par le roi Rostom Khosrow Mirza en 1639 ;
- une fille, qui épouse en 1582 Hamza mirza (mort en 1586), fils et héritier de Muhammad Khudabanda, Chah de Perse ;
- Eleni, qui épouse en 1583 Manoutchar II Jakéli Moustapha Pacha, atabeg de Samtské (mort en 1614).

## Sources
- Cyrille Toumanoff, Les dynasties de la Caucasie chrétienne de l'Antiquité jusqu'au XIXe siècle : Tables généalogiques et chronologiques, Rome, 1990, p. 141-142 et 526.
- Alexandre Manvélichvili, Histoire de la Géorgie, Nouvelles Éditions de la Toison d'Or, Paris, 1951, p. 281-283.
- Marie-Félicité Brosset, Histoire de la Géorgie. Livraison II : Histoire moderne de la Géorgie, réédition Adamant Media Corporation  (ISBN 0543944808), p. 31-43.